# Quận Queen Anne, Maryland
Quận Queen Anne là một quận thuộc tiểu bang Maryland, Hoa Kỳ.
Quận lỵ và phần lớn dân đô thị ở thành phố Centreville 6.
Tính đến năm 2000, dân số quận là 40.563. Quận được đặt tên theo nữ hoàng Anne.
Quận này là một phần của vùng đô thị Baltimore-Washington. Cầu vịnh Chesapeake nối Queen Anne của bờ Đông đến quận Anne Arundel trên bờ Tây. 

## Địa lý
Theo Cục điều tra dân số Hoa Kỳ, quận có tổng diện tích 510 dặm vuông (1.320 km ²), trong đó 372 dặm vuông (964 km ²) là đất và 138 dặm vuông (356 km ²) (26,99%) là diện tích mặt nước.

### Các quận lân cận
- Quận Kent (phía Bắc)
- Quận Kent, Delaware (phía đông)
- Quận Talbot (phía Nam)
- Quận Caroline (đông nam)
- Quận Anne Arundel (phía tây)

## Nhân khẩu
Theo điều tra dân [4] năm 2000, đã có 40.563 người, 15.315 hộ gia đình, và 11.547 gia đình sống trong quận hạt. Mật độ dân số là 109 người trên một dặm vuông (42/km ²). Có 16.674 đơn vị nhà ở với mật độ trung bình 45 trên một dặm vuông (17/km ²). Cơ cấu chủng tộc của dân cư gồm 89,05% người da trắng, 8,78% da đen hay Mỹ gốc Phi, 0,22% người Mỹ bản xứ, 0,57% Châu Á, Thái Bình Dương 0,02%, 0,43% từ các chủng tộc khác, và 0,93% từ hai hoặc nhiều chủng tộc. 1,09% dân số là người Hispanic hay Latino thuộc một chủng tộc nào. 16,9% là của Đức, 15,1% người Mỹ, 14,6% tiếng Anh, 14,2% và 5,3% Ailen gốc Ý theo điều tra dân số năm 2000.
Có 15.315 hộ, trong đó 33,30% có trẻ em dưới 18 tuổi sống chung với họ, 62,20% là đôi vợ chồng sống với nhau, 9,50% có một chủ hộ nữ và không có chồng, và 24,60% là các gia đình không. 19,60% hộ gia đình đã được tạo ra từ các cá nhân và 7,90% có người sống một mình 65 tuổi hoặc lớn tuổi hơn là người. Cỡ hộ trung bình là 2,62 và cỡ gia đình trung bình là 2,99.
Cơ cấu độ tuổi dân cư là 25,40% dưới độ tuổi 18, 5,80% 18-24, 30,10% 25-44, 25,90% từ 45 đến 64, và 12,90% từ 65 tuổi trở lên người. Độ tuổi trung bình là 39 năm. Đối với mỗi 100 nữ có 99,20 nam giới. Đối với mỗi 100 nữ 18 tuổi trở lên, đã có 96,80 nam giới.
Thu nhập trung bình cho một hộ gia đình trong quận đạt 57.037 đô la Mỹ, và thu nhập trung bình cho một gia đình là 63.713 USD. Phái nam có thu nhập trung bình 44.644 USD so với 30.144 đô la Mỹ của phái nữ. Thu nhập bình quân đầu người thu nhập cho quận là 26.364 $. Giới 4,40% gia đình và 6,30% dân số sống dưới mức nghèo khổ, trong đó có 7,20% những người dưới 18 tuổi và 7,30% của những người 65 tuổi hoặc hơn.